# Пишаюсь, що я — Українець

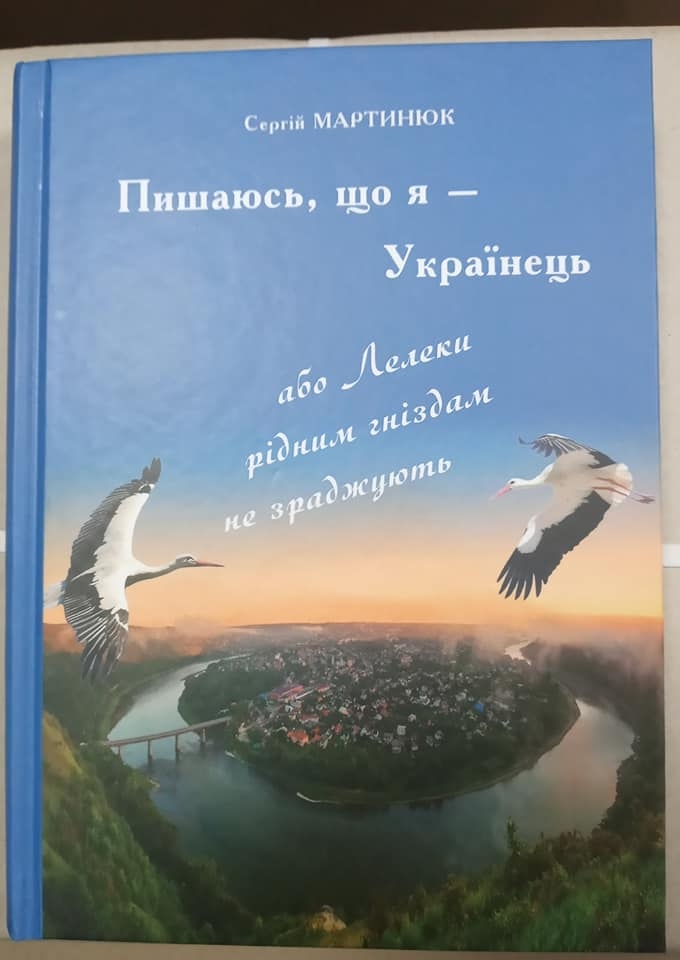

«Пишаюсь, що я — Українець або Лелеки рідним гніздам не зраджують» — книга Сергія Мартинюка (Світогора Лелеко) 2021 року. Видання присвячене 30-й річниці Незалежності України, здійснене за сприяння Міністерства культури та інформаційної політики України та Українського інституту книги. Видання призначене для безоплатного розповсюдження. Автор присвячує цю книгу світлій пам'яті великому українцю — Івану Пилиповичу Ющуку.

## Вихідні дані
Повна назва книги — «Пишаюсь, що я Українець або Лелеки рідним гніздам не зраджують». Київ; ТОВ "Видавничий дім «АртЕк», 2021. 408 с. ISBN — 978-616-8043-23-0

## Опис книги та історія створення
Анотація про зміст книги від "Видавничий дім «АртЕк»: "Сергій Мартинюк веде свій родовід з Балтського краю, що на Одещині. Як він сам говорить — я народився в сонячній і вогнистій Землі. Це друга книга, яку видає Видавничий дім «АртЕк». Як і в першій, багато висновків автора спочатку викликають здивування, нерозуміння і навіть обурення, але … потім розумієш слова Ліни Костенко: «Ми є тому, що нас не може бути…»
Сергій Мартинюк, відомий український письменник, представляє своє нове літературно-історичне видання «Пишаюсь, що я Українець, або Лелеки рідним
гніздам не зраджують». У автора оригінальний хід думок, особливе, мабуть, тільки йому притаманне, мислення з поєднанням фактів далекого і недавнього минулого із сьогоденням, простий і зрозумілий виклад. Читаєш книгу — і дивуєшся простоті й глибині думок, вмінню заглянути у майбутнє. Вражає могутня віра в велике майбутнє України. Він — письменник із власним літературним обличчям, письменник, чиї книги хочеться читати. Але Сергій Мартинюк не може (і не хоче) бути просто письменником. У нього постійний симбіоз літератора з істориком, літератора з публіцистом, літератора з лінгвістом. Саме тому кожну главу він закінчує історичними, політичними чи лінгвістичними розвідками — називаючи їх постскриптумами і заключними штрихами до глави. І це додає щирого й особливого шарму книзі. Книга захоплює. Читаєш і починаєш в думках сперечатись з автором. Мимоволі думаєш «що за нісенітниця?», а через сторінку погоджуєшся (а має ж рацію цей Мартинюк) і читаєш далі. Через декілька сторінок те ж саме — сперечаєшся в душі і обурюєшся, навіть проклинаєш його і обзиваєш поганим письменником та… знову погоджуєшся і продовжуєш із захопленням перегортати сторінки.
Книга вчить, як із малоросів переродитися в Українців. Знаєте, чому? Бо малоросів і хохлів дурити легко, але з українцями, які знають свій родовід — це неможливо. Взагалі книги Сергія Мартинюка несуть новий літературний напрям, літератури, яка вчить перемагати. Як говорить сам автор книги: « Вважаю своїм
пріоритетом започаткувати нове мислення нової Української еліти, надихнути на відродження рідного „я“. Хочу надихнути на головне — ми маємо створити нову
націю із попелу старої — націю з розумом Переможців. Книга змушує замислитись і по-новому поглянути на, здавалося б, беззаперечні факти. А вони перевертають душу і стукають у серце попелом мільйонів Українців, замордованих, закатованих, але не знищених духовно. Саме тому це видання розраховане на якнайширше коло читачів, прислужиться воно й тим, хто вірить у те, що „Українець має зустрітися з Україною“.»
Історія зародження, створення і видання книги належить наполяганню Івана Ющука. Після прочитання книги «Горжусь, что я Украинец» (2012 рік, Луцьк) Іван Пилипович Ющук наполіг, щоб книга була перекладена на Українську мову, доповнена і видана в Києві. З передмови, яку незадовго до своєї смерті написав Іван Ющук: «Наш берег після всіх вирів — самостійна Україна, яка забезпечує духовний і матеріальний добробут українців. Для цього в неї є невичерпний потенціал: не тільки чорнозем, а й талановиті люди — тільки б на Україну вони працювали, на її розвиток, розквіт і збагачення. Інакше нам судилося нидіти на задвірках світової історії — нікому-бо не цікавий народ-плагіатор, без своєї оригінальної культури, неповторної мови, власної розвиненої науки, творчих особистостей, могутньої економіки. Поважаймо себе, то й нас будуть поважати. Зрозуміти себе, нашу неповторність і мету нашого існування в світі повинна допомогти книжка Сергія Мартинюка „Пишаюсь, що я — Українець“, написана жваво, щиро, не по-казенному.»

## Сприйняття книги
22 грудня 2021 року в Центральному Будинку офіцерів Збройних Сил України, за сприяння Всеукраїнської Громадської організації «Спілка офіцерів України» і Міністерства Оборони України відбулась презентація книги Сергія Мартинюка «Пишаюсь, що я Українець або Лелеки рідним гніздам не зраджують». На презентації були присутні письменники, журналісти, курсанти військових вишів, митці, друзі. Презентація, супроводжувалася міні-концертом солістів Заслуженого академічного ансамблю пісні і танцю Збройних Сил України — Юлії Олійник, Сергія Юрченка та Олексія Шпортько. Презентацію розпочав вітальним словом голова ВГО «Спілка офіцерів України» полковник Сасько О. В. На презентації виступили: Заслужена журналістка України Тетяна Дейнегіна, народний артист України Анатолій Демчук, директор Ірпінського історико-краєзнавчого музею Анатолій Зборовський, голова творчого об'єднання публіцистів НСПУ Володимир Петрук, полковник Кривобок В. І., побратим Сергій Замелюхін, шанувальник творчості письменника Василь Якименко. Від імені голови Київських письменників Марії Морозенко, із врученням грамоти і величезного букета квітів, привітала ювіляра поетеса і прозаїк Антонія Цвід.

## Відгуки
Шанувальник творчості Сергія Мартинюка Василь Якименко висловився так: «Сергію Яковичу, Ви вийшли із батьківської хати, яка повела Вас, щоб розчистити український чистий світ, із якого Ви вигрібаєте москальське сміття окупанта. Про це доказують ваші видатні письменницькі праці: „Горджусь, что я Украинец“, „Народжені перемагати“ і сприяння у видавництві книги О. Мазуренка „Із Донецька — Україною. Дев'ять з половиною тисяч километрів на милицях“ та інші. Українство оцінить Ваш труд як творця великого українця і це заслужено. Бо, прочитавши ваш письменницький труд, насичуєшся великим духом українства. Слава Україні і її синам, за те, що вони такі є»!
Заслужена журналістка України Тетяна Дейнегіна, яка була змушена залишити Луганщину, у своєму виступі відзначила: «потребу підвищення свідомості кожного українця: де б він не був, має не забувати рідну колиску, плекати материнську мову, виховувати справжніми українцями молоде покоління. Саме цієї гідності нового Українця і навчає книга Сергія Мартинюка. Творчість Мартинюка треба досліджувати в науковому середовищі і академічному стилі, вона не така як інші. Вона дихає переможним стилем написання. Це багато вартує».